# Miro Cerar
Miroslav Cerar ml. ou Miro Cerar, né le 25 août 1963 à Ljubljana, est un homme d'État slovène, membre du Parti du centre moderne (SMC) de 2014 à 2020. Il est président du gouvernement du 18 septembre 2014 au 13 septembre 2018.
Expert en droit constitutionnel, il participe en 1991 à la rédaction de la Constitution slovène. Il devient ensuite professeur à l'université de Ljubljana.
Il se lance en politique à l'approche des élections législatives anticipées de 2014 en créant le SMC. Ayant remporté 36 sièges sur 90, il forme une coalition de centre-gauche et se fait investir président du gouvernement.

## Biographie

### Professeur de droit
Il est le fils du gymnaste Miroslav Cerar, médaillé olympique, et de Zdenka Cerar, ancienne ministre de la Justice et première femme procureur général en Slovénie.
Miro Cerar participe à l'élaboration de la Constitution de la Slovénie de 1991. Il devient expert en droit constitutionnel auprès de l'Assemblée nationale puis professeur de droit.

### Création du SMC et entrée en politique
Six semaines avant les élections législatives anticipées du 13 juillet 2014, il crée son propre parti, le Parti de Miro Cerar. Il axe sa campagne sur la lutte contre la corruption et contre le programme de privatisation demandé par l'Union européenne. Favori des sondages, son parti de centre-gauche arrive largement en tête des élections législatives avec près de 35 % des voix et 36 sièges sur 90.

### Président du gouvernement
À l'issue de ce scrutin, il entreprend des négociations pour former une majorité stable. Il y parvient, constituant une coalition de trois partis de centre gauche qui réunit le SMC, le Parti démocrate des retraités slovènes (DeSUS) et les Sociaux-démocrates (SD).
Le 18 septembre, Miro Cerar est nommé président du gouvernement par le président de la République Borut Pahor. Il nomme dans la foulée son gouvernement de seize ministres, dont sept femmes.
Dès le 10 octobre, il doit se séparer de Violeta Bulc, vice-présidente du gouvernement ministre sans portefeuille chargée des Projets stratégiques, pour la nommer à la commission européenne en remplacement d'Alenka Bratušek, recalée par le Parlement européen. Il limoge huit jours plus tard son ministre de l'Économie Jožef Petrovič, soupçonné d'avoir escroqué l'État slovène quand il était chef d'entreprise.

#### Démission
Miro Cerar annonce sa démission le 14 mars 2018, environ trois mois avant les élections législatives. Il justifie cette décision par l'annulation en justice d'un référendum sur la construction d'une importante infrastructure ferroviaire tenu en septembre 2017. Devant la presse, il met alors en cause certains partenaires de sa coalition gouvernementale. Le président Pahor indique le lendemain que les élections législatives seront avancées au mois de mai. Elles se tiennent finalement le 3 juin et sont marquées par l'effondrement du SMC qui ne conserve plus que dix sièges dans la nouvelle assemblée.